# 沈同和
沈同和（16世紀—17世紀），字志學，浙江湖州府烏程縣民籍，直隸蘇州府吳江縣人，明朝文人。

## 生平
沈同和是萬曆五年進士沈季文之子，儀表出眾，善詩賦但不擅八股文，萬曆四十三年（1615年）乙卯科應天鄉試時在同鄉趙鳴陽協助下中舉人，四十四年（1616年）丙辰科會試時賄賂禮部官吏，以便和趙鳴陽考舍聯號，首場七篇除一份抄錄坊刻外，其他都由趙鳴陽代筆。
會試放榜後沈同和中會元，趙鳴陽得第六名，京師士子譁然，在正考官吳道南檢舉下朝廷下詔禮部覆試，出題《賢君必恭儉禮下》，他不能回答。另有一說法是，有人稱他能詩，明神宗親自覆試時命他即場賦梅花詩一百首，頃刻完成，神宗打算赦免他，有人說：「國家以八股取士，未嘗用詩。」再命他以《士憎茲多口》為題覆試，整天不能成篇，發刑部訊問，受杖刑後謫戍煙瘴之地，趙鳴陽亦被除名。有歌謠描述此事：「丙辰會錄，斷么絕六。」
後來沈同和遇赦，隱居崑山周莊鎮中，與潯陽灣的陶唐諫友好，有詩云：「昨夜燈前曾有約，今朝移艇渡溪來。」妓女穆素徽受四方名士歡迎，他和穆素徽匿藏在張家浜，不喜歡他的人寫下《西樓記傳奇》（袁令著），所稱「池三公子」就是指他。西樓遺址於嘉慶初年尚存，穆素徽葬於該處。

## 引用
1. 1 2  光緒《周莊鎮志·卷五》：沈同和，字志學，吳江人。美丰姿，善詩賦，獨不長於制藝。萬厯乙卯舉於鄉，乃其親趙鳴陽之文，丙辰會試僅成一藝，餘亦鳴陽代作。同和中會元，鳴陽第六，京師譁然，事遂上聞；有救者言其能詩，即命殿前賦梅花詩一百首，頃刻而成，上意欲赦之，或曰：「國家以八股取士，未嘗用詩。」仍令覆試，以《士憎茲多口》命題，竟日不能成篇，遂與鳴陽同黜罪以流，時有：「丙辰會錄，斷么絕六。」之諺。後遇赦，歸隱居鎮中，復營別業於鎮西之張家浜，與潯陽灣陶唐諫善，朝夕往來，相隔一溪，有詩云：「昨夜燈前曾有約，今朝移艇渡溪來。」妓穆素徽者，四方名士爭欲得之，同和匿之張家浜；有不歡於同和者製為《西樓記傳奇》，所稱池三公子即指同和也。西樓遺址嘉慶初年尚存，素徽即葬於此。
2. ↑  《明史·卷二百十七·列傳第一百〇五》：歲丙辰，（吳道南）偕禮部尚書劉楚先典會試。吳江舉人沈同和者，副都御史季文子，目不知書，賄禮部吏，與同里趙鳴陽聯號舍。其首場七篇，自坊刻外，皆鳴陽筆也。榜發，同和第一，鳴陽亦中式，都下大嘩。道南等亟檢舉，詔令覆試。同和竟日構一文。下吏，戍煙瘴，鳴陽亦除名。
3. ↑  《茶餘客話·卷二·明考試之弊》：萬曆丙辰會試，大學士吳道南、禮部尚書劉楚先充考官，取沈同和等三百五十名。同和，吳江人，家饒阿堵，鄉舉已招物議。會試榜放，居然首選。下第舉子憤憤不平，泥污榜名，聚眾聲闕。及閱墨卷，首藝，坊刻也。科臣參其懷挾，本房檢舉。上命禮部覆試，題出《賢君必恭儉禮下》，同和問是書乎，是經乎，是論乎。日暮曳白，發刑部訊問，杖而徒之。其卷乃同榜第六名進士趙鳴陽傳遞，並削其名。是科會錄無元。吳人謠曰：丙辰會錄，斷么絕六。